# Червонохижинці
Червонохи́жинці — село в Україні, у Золотоніському районі Черкаської області. Входить до складу Іркліївської сільської громади. У селі мешкає 80 осіб. Село переселено в 1959-1960-х роках із земель, що були відведені для створення Кременчуцького водосховища

## Історія
Бере свій початок у XVI ст. Жителі спочатку оселилися коло Дніпра, в болотистій місцевості. Перший мешканець сам викорчував ділянку біля села Мельники і збудував будинок із вільхового дерева. Особливість вільхи в тому, що коли її обрубуєш, то вона червоніє. Люди, які проходили поруч, казали, що йдуть повз червону хижу. Згодом до першого поселенця приєдналися й інші селяни, які створювали сім'ї і залишалися . Таким чином утворилося нове село і виникла назва «Червонохижинці».
Селище Приписане до Покровської церкві у Митьках.
Селище є на мапі 1869 року як Краснохижинці.
На початку 1960-х територію села затоплено під час будівництва Кременчуцького водосховища. Село було переселене на 6 км північніше (на сході від села Мельники).

## Населення

### Мова
Розподіл населення за рідною мовою за даними перепису 2001 року:
| Мова       | Кількість | Відсоток |
| ---------- | --------- | -------- |
| українська | 125       | 100%     |